# صحراء النطرون
صحراء النطرون هي منطقة صحراوية في شمال غرب مصر، تقع بين الإسكندرية والقاهرة غرب دلتا النيل. تشتهر بتاريخها في الرهبنة المسيحية.
كانت هناك ثلاثة مراكز رهبانية في صحراء النطرون في أواخر العصور القديمة. حوالي عام 330، أنشأ مقار الكبير مستعمرة رهبانية في وادي النطرون (أسماها سقطس)، بعيدًا عن الأراضي الصالحة للزراعة. في ثلاثينيات القرن الرابع الميلادي، أسس القديس آمون مدينة النطرون، 30 ميل (48 كـم) جنوب شرق الإسكندرية، وفقًا لقواعد القديس أنطونيوس. قام بتأسيس مركز ثاني، كيليا، بناء على اقتراح أنطوني، في عمق الصحراء. كانت كيليا موضوعًا للحفريات العلمية. لم يتبق اليوم سوى موقع رهباني في وادي النطرون بسبب هجر المنطقة والطبيعة الصحراوية.

## طالع أيضًا
- آباء الصحراء
- آر النطروني [الإنجليزية]
- صحراء جبل آثوس [الإنجليزية]
- أديرة باخوميوس [الإنجليزية]